# Afrolimnophila fenestrella
Afrolimnophila fenestrella là một loài ruồi trong họ Limoniidae. Chúng phân bố ở miền Cổ bắc.